# Jubzang Jubzang
Jubzang Jubzang (* 7. Mai 1971) ist ein ehemaliger bhutanischer Bogenschütze. 

## Karriere
Jubzang Jubzang nahm an den Olympischen Sommerspielen 1992 und 1996 und 2000 jeweils im Einzelwettkampf teil. 1992 trat er zudem im Mannschaftswettkampf an. Bei allen seinen drei Olympiateilnahmen war er bei der Eröffnungsfeier Fahnenträger Bhutans.